# 창원시의 마천루 목록
대한민국 경상남도 창원시의 마천루 목록이다. 2009년 더 시티7 자이(43층, 171.2m) 완공 당시 창원시에서 가장 높았으며 이는 한국판 롯폰기 힐스라고 한다. 2015년 창원 메트로시티 2단지 207동(55층, 195.7m) 완공 당시 더 시티7 자이(43층, 171.2m)를 제치고 창원시에서 가장 높은 건물이 되었다.
대한민국의 「초고층 및 지하연계 복합건축물 재난관리에 관한 특별법」에 따르면 '초고층 건축물' 이란 층수가 50층 이상 또는 높이가 200m 이상인 건축물을 말한다.

## 마천루 순위
본 목록은 완공되었거나, 상량식을 끝낸 마천루이다.
| 순위 | 이름                           | 사진 | 위치                 | 높이 | 층수 | 완공 연도 | 비고        |
| ---- | ------------------------------ | ---- | -------------------- | ---- | ---- | --------- | ----------- |
| 1    | 창원 메트로시티 2단지 207동    |      | 마산회원구 양덕동    | 195m | 55층 | 2015년    | [ 1 ] [ 2 ] |
| 2=   | 더 시티7 자이 102동            |      | 성산구 대원동        | 171m | 43층 | 2009년    | [ 3 ]       |
| 2=   | 더 시티7 자이 103동            |      | 성산구 대원동        | 171m | 43층 | 2009년    | [ 4 ]       |
| 4=   | 창원 메트로시티 2단지 206동    |      | 마산회원구 양덕동    | 162m | 49층 | 2015년    | [ 5 ]       |
| 4=   | 창원 메트로시티 2단지 201동    |      | 마산회원구 양덕동    | 160m | 49층 | 2015년    | [ 6 ]       |
| 4=   | 창원 메트로시티 2단지 204동    |      | 마산회원구 양덕동    | 160m | 49층 | 2015년    | [ 7 ]       |
| 7=   | 힐스테이트 아티움시티 101동    |      | 의창구 팔용동        | 159m | 49층 | 2020년    | [ 8 ]       |
| 7=   | 힐스테이트 아티움시티 102동    |      | 의창구 팔용동        | 159m | 49층 | 2020년    | [ 9 ]       |
| 7=   | 힐스테이트 아티움시티 103동    |      | 의창구 팔용동        | 159m | 49층 | 2020년    | [ 10 ]      |
| 7=   | 힐스테이트 아티움시티 104동    |      | 의창구 팔용동        | 159m | 49층 | 2020년    | [ 11 ]      |
| 11   | 창원 메트로시티 2단지 202동    |      | 마산회원구 양덕동    | 158m | 48층 | 2015년    | [ 12 ]      |
| 12   | 창원 메트로시티 2단지 203동    |      | 마산회원구 양덕동    | 156m | 47층 | 2015년    | [ 13 ]      |
| 13   | 창원 메트로시티 2단지 205동    |      | 마산회원구 양덕동    | 144m | 44층 | 2015년    | [ 14 ]      |
| 14   | 유니시티 어반브릭스 타워 1동   |      | 의창구 중동          | 138m | 38층 | 2019년    | [ 15 ]      |
| 15=  | 창원 중동 유니시티 4단지 401동 |      | 의창구 중동          | 122m | 42층 | 2019년    | [ 16 ]      |
| 15=  | 창원 중동 유니시티 1단지 112동 |      | 의창구 중동          | 122m | 42층 | 2019년    | [ 17 ]      |
| 17=  | 창원 중동 유니시티 3단지 305동 |      | 의창구 중동          | 122m | 42층 | 2019년    | [ 18 ]      |
| 17=  | 창원 중동 유니시티 3단지 306동 |      | 의창구 중동          | 122m | 42층 | 2019년    | [ 19 ]      |
| 17=  | 창원 중동 유니시티 3단지 307동 |      | 의창구 중동          | 122m | 42층 | 2019년    | [ 20 ]      |
| 20=  | 창원 중동 유니시티 2단지 201동 |      | 의창구 중동          | 118m | 42층 | 2019년    | [ 21 ]      |
| 20=  | 창원 중동 유니시티 2단지 202동 |      | 의창구 중동          | 118m | 42층 | 2019년    | [ 22 ]      |
| 20=  | 창원 중동 유니시티 2단지 203동 |      | 의창구 중동          | 118m | 42층 | 2019년    | [ 23 ]      |
| 23=  | 상남 아크로타워 A동            |      | 성산구 상남동        | 118m | 34층 | 2008년    | [ 24 ]      |
| 23=  | 상남 아크로타워 B동            |      | 성산구 상남동        | 118m | 34층 | 2008년    | [ 25 ]      |
| 24=  | 창원 메트로시티 1단지 109동    |      | 마산회원구 양덕동    | 117m | 39층 | 2009년    | [ 26 ]      |
| 24=  | 창원 중동 유니시티 4단지 403동 |      | 의창구 중동          | 117m | 40층 | 2019년    | [ 27 ]      |
| 24=  | 창원 메트로시티 1단지 114동    |      | 마산회원구 양덕동    | 117m | 39층 | 2009년    | [ 28 ]      |
| 27=  | 창원 중동 유니시티 4단지 404동 |      | 의창구 중동          | 116m | 40층 | 2019년    | [ 29 ]      |
| 27=  | 창원 중동 유니시티 4단지 409동 |      | 의창구 중동          | 116m | 40층 | 2019년    | [ 30 ]      |
| 27=  | 창원 중동 유니시티 4단지 411동 |      | 의창구 중동          | 116m | 40층 | 2019년    | [ 31 ]      |
| 27=  | 창원 중동 유니시티 1단지 105동 |      | 의창구 중동          | 116m | 40층 | 2019년    | [ 32 ]      |
| 27=  | 창원 중동 유니시티 3단지 304동 |      | 의창구 중동          | 116m | 40층 | 2019년    | [ 33 ]      |
| 27=  | 창원 중동 유니시티 3단지 308동 |      | 의창구 중동          | 116m | 40층 | 2019년    | [ 34 ]      |
| 33=  | 창원 중동 유니시티 1단지 101동 |      | 의창구 중동          | 115m | 40층 | 2019년    | [ 35 ]      |
| 33=  | 창원 중동 유니시티 1단지 109동 |      | 의창구 중동          | 115m | 40층 | 2019년    | [ 36 ]      |
| 33=  | 창원 중동 유니시티 1단지 113동 |      | 의창구 중동          | 115m | 40층 | 2019년    | [ 37 ]      |
| 36=  | 창원 중동 유니시티 4단지 402동 |      | 의창구 중동          | 114m | 39층 | 2019년    | [ 38 ]      |
| 36=  | 창원 중동 유니시티 4단지 410동 |      | 의창구 중동          | 114m | 39층 | 2019년    | [ 39 ]      |
| 38=  | 창원 중동 유니시티 4단지 408동 |      | 의창구 중동          | 111m | 42층 | 2019년    | [ 40 ]      |
| 38=  | 창원 중동 유니시티 3단지 309동 |      | 의창구 중동          | 111m | 42층 | 2019년    | [ 41 ]      |
| 38=  | 마산만 아이파크 102동          |      | 마산합포구 신포동1가 | 109m | 36층 | 2010년    | [ 42 ]      |
| 38=  | 마산만 아이파크 103동          |      | 마산합포구 신포동1가 | 109m | 36층 | 2010년    | [ 43 ]      |
| 38=  | 마산만 아이파크 104동          |      | 마산합포구 신포동1가 | 109m | 36층 | 2010년    | [ 44 ]      |
| 38=  | 마산만 아이파크 105동          |      | 마산합포구 신포동1가 | 109m | 36층 | 2010년    | [ 45 ]      |
| 44=  | 창원 중동 유니시티 1단지 108동 |      | 의창구 중동          | 108m | 40층 | 2019년    | [ 46 ]      |
| 44=  | 창원 중동 유니시티 1단지 110동 |      | 의창구 중동          | 108m | 40층 | 2019년    | [ 47 ]      |
| 46=  | STX 오션타워빌딩               |      | 성산구 중앙동        | 105m | 21층 | 2007년    | [ 48 ]      |
| 46=  | 창원 메트로시티 1단지 103동    |      | 마산회원구 양덕동    | 105m | 35층 | 2009년    | [ 49 ]      |
| 48=  | 유니시티 어반브릭스 타워 2동   |      | 의창구 중동          | 105m | 38층 | 2019년    | [ 15 ]      |
| 48=  | 마산만 아이파크 101동          |      | 마산합포구 신포동1가 | 105m | 35층 | 2010년    | [ 50 ]      |
| 50   | 마산만 아이파크 106동          |      | 마산합포구 신포동1가 | 102m | 34층 | 2010년    | [ 51 ]      |

## 구조물
| 이름         | 사진 | 위치        | 높이 | 층수 | 완공 연도 | 비고   |
| ------------ | ---- | ----------- | ---- | ---- | --------- | ------ |
| 창원솔라타워 |      | 진해구 명동 | 136m | 28층 | 2012년    | [ 52 ] |

## 미완공 마천루

### 제안된 마천루
현재 제안된 마천루 목록이다.
| 이름         | 위치                | 높이 | 층수 | 완공 예정 | 비고 |
| ------------ | ------------------- | ---- | ---- | --------- | ---- |
| 창원관광타워 | 마산회원구 서항지구 | 665m | -    | -         |      |

## 역대 최고층 마천루
2009년부터 현재까지의 대한민국 경상남도 창원시의 최고층 마천루 목록이다.
| 시기            | 이름                        | 사진 | 위치              | 높이 | 층수 | 완공 연도 | 비고                       |
| --------------- | --------------------------- | ---- | ----------------- | ---- | ---- | --------- | -------------------------- |
| 2009년 ~ 2015년 | 더 시티7 자이 102동, 103동  |      | 성산구 대원동     | 171m | 43층 | 2009년    | [ 3 ] [ 4 ]                |
| 2015년 ~ 현재   | 창원 메트로시티 2단지 207동 |      | 마산회원구 양덕동 | 195m | 55층 | 2015년    | 한림풀에버 2단지라고 한다. |

## 같이 보기
- 창원시
- 마천루 목록
- 아시아의 마천루 목록
- 대한민국의 마천루 목록